# Claudius Gratilianus
Claudius Gratilianus (sein Praenomen ist nicht bekannt) war ein im 2. Jahrhundert n. Chr. lebender Angehöriger des römischen Ritterstandes (Eques).
Durch ein Militärdiplom, das auf den 23. März 178 datiert ist, ist belegt, dass Gratilianus 178 Kommandeur der Cohors I Aelia Hispanorum war, die zu diesem Zeitpunkt in der Provinz Britannia stationiert war.